# Paradoxo de Loschmidt
Na física, o paradoxo de Loschmidt (nomeado em homenagem a Johann Josef Loschmidt), também conhecido como paradoxo da reversibilidade, paradoxo da irreversibilidade ou Umkehreinwand (do alemão "objeção de reversão"), é a objeção de que não deveria ser possível deduzir um processo irreversível a partir de dinâmicas simétricas no tempo. Isso coloca a simetria de reversão do tempo de (quase) todos os processos físicos fundamentais de baixo nível conhecidos em desacordo com qualquer tentativa de inferir deles a segunda lei da termodinâmica que descreve o comportamento de sistemas macroscópicos. Ambos são princípios bem aceitos na física, com sólido suporte observacional e teórico, mas parecem estar em conflito, daí o paradoxo.

## Origem
A crítica de Josef Loschmidt foi provocada pelo teorema H de Boltzmann, que empregou a teoria cinética para explicar o aumento da entropia em um gás ideal a partir de um estado que não é de equilíbrio, quando as moléculas do gás são permitidas a colidir. Em 1876, Loschmidt apontou que se há um movimento de um sistema do tempo t0 para o tempo t1 para o tempo t2 que leva a uma diminuição constante de H (aumento da entropia) com o tempo, então há outro estado permitido de movimento do sistema em t1, encontrado pela reversão de todas as velocidades, no qual H deve aumentar. Isso revelou que uma das principais suposições de Boltzmann, o caos molecular, ou, o Stosszahlansatz, de que todas as velocidades das partículas eram completamente sem correlação, não decorria da dinâmica newtoniana. Pode-se afirmar que possíveis correlações são desinteressantes e, portanto, decidir ignorá-las; mas se alguém fizer isso, terá mudado o sistema conceitual, injetando um elemento de assimetria temporal por essa mesma ação.
Leis de movimento reversíveis não podem explicar por que experimentamos nosso mundo em um estado comparativamente baixo de entropia no momento (comparado à entropia de equilíbrio da morte térmica universal); e ter estado em entropia ainda menor no passado.
Autores posteriores cunharam o termo "demônio de Loschmitz" (em analogia ao demônio de Maxwell, veja abaixo) para uma entidade que é capaz de reverter a evolução do tempo em um sistema microscópico, no caso deles de spins nucleares, o que é de fato, mesmo que por um curto período, experimentalmente possível.

### Antes de Loschmidt
Em 1874, dois anos antes do artigo de Loschmidt, William Thomson defendeu a segunda lei contra a objeção da reversão do tempo em seu artigo "A teoria cinética da dissipação de energia".

## Flecha do tempo
Qualquer processo que acontece regularmente na direção para frente do tempo, mas raramente ou nunca na direção oposta, como o aumento da entropia em um sistema isolado, define o que os físicos chamam de uma flecha do tempo na natureza. Este termo se refere apenas a uma observação de uma assimetria no tempo; não pretende sugerir uma explicação para tais assimetrias. O paradoxo de Loschmidt é equivalente à questão de como é possível que possa haver uma flecha do tempo termodinâmica dadas leis fundamentais simétricas no tempo, uma vez que a simetria temporal implica que para qualquer processo compatível com essas leis fundamentais, uma versão invertida que parecesse exatamente com um filme do primeiro processo reproduzido ao contrário seria igualmente compatível com as mesmas leis fundamentais, e seria até mesmo igualmente provável se alguém escolhesse o estado inicial do sistema aleatoriamente a partir do espaço de fase de todos os estados possíveis para esse sistema.
Embora a maioria das flechas de tempo descritas pelos físicos sejam consideradas casos especiais da flecha termodinâmica, há algumas que se acredita serem desconectadas, como a flecha cosmológica do tempo baseada no fato de que o universo está se expandindo em vez de se contraindo, e o fato de que alguns processos na física de partículas na verdade violam a simetria do tempo, enquanto respeitam uma simetria relacionada conhecida como simetria de CPT. No caso da flecha cosmológica, a maioria dos físicos acredita que a entropia continuaria a aumentar mesmo se o universo começasse a se contrair (embora o físico Thomas Gold tenha proposto um modelo no qual a flecha termodinâmica se reverteria nesta fase). No caso das violações da simetria do tempo na física de partículas, as situações em que ocorrem são raras e só se sabe que envolvem alguns tipos de partículas méson. Além disso, devido à simetria de CPT, a reversão da direção do tempo é equivalente a renomear partículas como antipartículas e vice-versa. Portanto, isso não pode explicar o paradoxo de Loschmidt.

## Sistemas dinâmicos
A pesquisa atual em sistemas dinâmicos oferece um possível mecanismo para obter irreversibilidade a partir de sistemas reversíveis. O argumento central é baseado na alegação de que a maneira correta de estudar a dinâmica de sistemas macroscópicos é estudar o operador de transferência correspondente às equações microscópicas de movimento. É então argumentado que o operador de transferência não é unitário (ou seja, não é reversível), mas tem autovalores cuja magnitude é estritamente menor que um; esses autovalores correspondem a estados físicos decadentes. Essa abordagem é repleta de várias dificuldades; funciona bem apenas para um punhado de modelos exatamente solucionáveis.
As ferramentas matemáticas abstratas usadas no estudo de sistemas dissipativo incluem definições de mistura, conjuntos errantes e teoria ergódica em geral.

## Teorema da flutuação
Uma abordagem para lidar com o paradoxo de Loschmidt é o teorema da flutuação, derivado heuristicamente por Denis Evans e Debra Searles, que fornece uma estimativa numérica da probabilidade de que um sistema longe do equilíbrio tenha um certo valor para a função de dissipação (frequentemente uma propriedade semelhante à entropia) ao longo de um certo período de tempo. O resultado é obtido com as equações dinâmicas reversíveis em tempo exato de movimento e a proposição de causalidade universal. O teorema da flutuação é obtido usando o fato de que a dinâmica é reversível no tempo. Previsões quantitativas deste teorema foram confirmadas em experimentos de laboratório na Universidade Nacional Australiana conduzidos por Edith M. Sevick e outros usando aparelhos de pinças ópticas. Este teorema é aplicável para sistemas transitórios, que podem estar inicialmente em equilíbrio e então afastados (como foi o caso do primeiro experimento de Sevick e outros) ou algum outro estado inicial arbitrário, incluindo relaxamento em direção ao equilíbrio. Há também um resultado assintótico para sistemas que estão em um estado estável que não é de equilíbrio o tempo todo.
Há um ponto crucial no teorema da flutuação, que difere de como Loschmidt enquadrou o paradoxo. Loschmidt considerou a probabilidade de observar uma única trajetória, que é análogo a indagar sobre a probabilidade de observar um único ponto no espaço de fase. Em ambos os casos, a probabilidade é sempre zero. Para poder abordar isso efetivamente, você deve considerar a densidade de probabilidade para um conjunto de pontos em uma pequena região do espaço de fase, ou um conjunto de trajetórias. O teorema da flutuação considera a densidade de probabilidade para todas as trajetórias que estão inicialmente em uma região infinitesimalmente pequena do espaço de fase. Isso leva diretamente à probabilidade de encontrar uma trajetória, tanto no conjunto de trajetórias para frente quanto no reverso, dependendo da distribuição de probabilidade inicial, bem como da dissipação que é feita à medida que o sistema evolui. É essa diferença crucial na abordagem que permite que o teorema da flutuação resolva corretamente o paradoxo.

## Teoria da informação
Uma proposta mais recente concentra-se na etapa do paradoxo em que as velocidades são invertidas. Nesse momento, o gás se torna um sistema aberto e, para reverter as velocidades, medições de posição e velocidade devem ser feitas. Sem isso, nenhuma reversão é possível. Essas medições são irreversíveis ou reversíveis. No primeiro caso, elas exigem um aumento de entropia no dispositivo de medição que irá, pelo menos, compensar a diminuição durante a evolução reversa do gás. No segundo caso, o princípio de Landauer pode ser evocado para chegar à mesma conclusão. Portanto, o sistema "gás + dispositivo de medição" obedece à Segunda Lei da Termodinâmica. Não é coincidência que esse argumento espelhe de perto outro dado por Bennett para explicar o demônio de Maxwell. A diferença é que o papel da medição é óbvio no demônio de Maxwell, mas não no paradoxo de Loschmidt, o que pode explicar a lacuna de 40 anos entre ambas as explicações. No caso do paradoxo da trajetória única, esse argumento preempta a necessidade de qualquer outra explicação, embora alguns deles apresentem pontos válidos. O paradoxo mais amplo, "um processo irreversível não pode ser deduzido a partir de dinâmicas reversíveis", não é coberto pelo argumento dado nesta seção.

## Big Bang
Outra maneira de lidar com o paradoxo de Loschmidt é ver a segunda lei como uma expressão de um conjunto de condições de contorno, nas quais a coordenada de tempo do nosso universo tem um ponto de partida de baixa entropia: o Big Bang. Deste ponto de vista, a flecha do tempo é determinada inteiramente pela direção que leva para longe do Big Bang, e um universo hipotético com um Big Bang de máxima entropia não teria flecha do tempo. A teoria da inflação cósmica tenta dar razão para o porquê do universo primitivo ter uma entropia tão baixa.